# Глезно
Гле́зно (укр. Гле́зне) — село на Украине, основано в 1595 году, находится в Любарском районе Житомирской области.
Код КОАТУУ — 1823183201. Население по переписи 2001 года составляет 474 человека. Почтовый индекс — 13124. Телефонный код — 4147. Занимает площадь 13,57 км².

## Известные уроженцы
- Новак, Виллен Захарович — украинский кинорежиссёр.

## Адрес местного совета
13124, Житомирская область, Любарский р-н, с. Глезно, ул. Центральная, 1